# Chassalia verticillata
Chassalia verticillata är en måreväxtart som beskrevs av Cornelis Eliza Bertus Bremekamp. Chassalia verticillata ingår i släktet Chassalia och familjen måreväxter. Inga underarter finns listade i Catalogue of Life.